# Gräberfelder von Strandtorp
Die Gräberfelder von Strandtorp sind prähistorische Grabanlagen beim Dorf Strandtorp (Gemeinde Borgholm) auf der schwedischen Ostseeinsel Öland. Die Gräberfelder stammen aus der Eisen- und Wikingerzeit zwischen 500 vor und 1050 nach Chr. 
Auf dem 120 × 40 m großen Feld 1 befinden sich etwa 50 Gräber, die meist als Steinkreise zwischen 2,5 und 15 m Durchmesser  angelegt sind. Einige quadratische Steinhügel haben aufgerichtete Steine an den Ecken. Zwei der Gräber wurden archäologisch untersucht. In einem großen runden Grabhügel fanden sich menschliche Gebeine und Grabbeigaben in Form von zerscherbter Keramik, die auf das 9. Jahrhundert n. Chr. datiert werden konnten.
Auf dem 135 × 35 m großen Feld 2 befinden sich acht Steinkreise zwischen 4 und 12 m Durchmesser und vier Treuddar. 
Nördlich des Gräberfelds befindet sich die Mühle von Strandtorp. An der Ostseite liegt die Landstraße Nr. 136.